# Boletín de la Delegación de la Cámara Oficial de Industria de Barcelona en Igualada
Boletín de la Delegación de la Cámara Oficial de Industria de Barcelona en Igualada va ser una publicació d'informació econòmica editada a Igualada entre els anys 1925 i 1926.

## Descripció i continguts
S'imprimia als tallers de Nicolau Poncell. Tenia vuit pàgines, a dues columnes, amb un format de 27 x 17 cm. El primer número va sortir l'agost de 1925 i l'últim, el 6, el gener de 1926.
A l'article de presentació deien que, com a delegació de la Càmara, els objectius del butlletí eren «dar a conocer la obra que realiza, estudiar los problemas que afecten a la vida industrial del Partido Judicial de Igualada, publicar todas las disposiciones que el Gobierno dicte y puedan interesar a los productores y, finalmente, informar sobre el movimiento de nuestros mercados y producción ... Se repartirà gratuitamente a todos los industriales del Partido Judicial de Igualada y se remitirá a todas las entidades económicas nacionales y las españolas del extranjero al objeto de que nuestra producción comarcal sea conocida en todos los mercados».
Hi havia articles de Josep Vall Fàbregas, Jaume Costa i Manuel Mateu.

## Localització
- Biblioteca Central d'Igualada. Plaça de Cal Font. Igualada (col·lecció completa i relligada).